# Iegor Gaïdar
Iegor Timourovitch Gaïdar (en russe : Егор Тимурович Гайдар), né le 19 mars 1956 à Moscou et mort le 16 décembre 2009 à Odintsovo, est un économiste et homme d'État russe. Premier ministre de la Russie du 15 juin au 14 décembre 1992, il axe sa politique sur la libéralisation de l'économie dans le contexte de l'effondrement économique et politique de l'Union soviétique puis de la Russie.

## Biographie

### Jeunesse et études
Petit-fils de l'écrivain Arkadi Gaïdar, né dans une famille de l'intelligentsia, Iegor Gaïdar étudie l'économie puis collabore à plusieurs revues et journaux tels que la Pravda. Il conseille les réformateurs.

## La réforme de la Russie

### 1985-1986 ou les modèles yougoslave et hongrois
En 1985-1986, Piotr Aven et Gaïdar ont reçu pour mission de préparer le programme des réformes. Ils décident de se fonder sur un modèle économique existant et qui a fait ses preuves. Gaïdar a proposé la Hongrie ou la Yougoslavie. Piotr Aven a proposé la Suède. Et Gaïdar a répondu : 

« Nous ne pouvons pas transformer l'URSS en Suède, mais on peut essayer d'en faire la Hongrie. »

### Arrivée au pouvoir

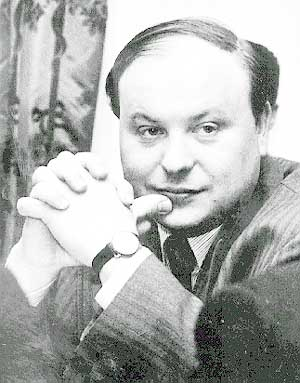
Au début des années 1990.

En novembre 1991, après avoir été chargé de la réforme économique auprès du premier ministre il est nommé ministre des Finances, alors que l'URSS se disloque. Le contexte est un effondrement complet de l'économie soviétique : pénurie généralisée, épuisement des devises, arrêt des échanges internationaux. Le 15 juin 1992, Boris Eltsine le nomme Premier ministre par intérim pour mener des réformes, sans l'aval du Parlement dominé par les communistes conservateurs.
L'hiver approche et la Russie n'a que deux mois de réserve de grains et les agriculteurs refusent de vendre leur production aux prix fixés par l'État. Les magasins sont vides, l'État n'a plus que l'équivalent de 27 millions de dollars de devises — ce qui compromet le recours à l'importation de nourriture — tandis que ses dettes s'élèvent à 72 milliards de dollars. C'est dans ces circonstances que Iegor Gaidar abolit la régulation des prix et instaure le libre-échange.
Il mène une politique de libéralisation économique inspiré de l'enseignement de l'école de Chicago. Ainsi sont libéralisés la monnaie (le jour de l'an 1992), les prix, de nombreuses privatisations sont menées dans l'urgence. Les oligarques en bénéficient, mécontentant une grande partie de la population. De plus la libéralisation des prix fait apparaitre l'évaporation des épargnes, fâchant d'autant plus la population qui lui impute les désordres. Il n'a cependant aucunement profité personnellement des privatisations chaotiques et vivait de façon spartiate en dépit d'un appétit pour la grande cuisine.
Le 15 décembre 1992 il quitte le pouvoir avant d'être rappelé en septembre 1993 lors de la crise politique qui voit l'avènement de Boris Eltsine. Il est vice-premier ministre et ministre de l'économie jusqu'à sa démission en janvier 1994.
Dans les mois qui suivent son action, l'espérance de vie continue de plonger, les services publics se désagrègent et la production diminue. Ces effets lui sont imputés par la population même si pour d'autres ils ne sont que l'héritage soviétique.

## Parlementaire
Élu libéral, il dénonce l'intervention militaire en Tchétchénie sans rompre avec Boris Eltsine. Il critique par la suite l'action de Vladimir Poutine, sans toutefois rejoindre l'opposition. Il regrette alors le « syndrome post-impérial » de la Russie et souhaite une évolution libérale aussi bien économique que politique,.

## Perception
Il est très mal perçu par la population, comme l'atteste l'anekdot suivante, qui courait à Moscou dans les années 1990 :

« Quel est le plus grand économiste marxiste de la Russie ?

– Egor Gaïdar, car il a réussi en deux ans ce que ni Lénine ni Staline n'avaient su faire : discréditer complètement le capitalisme dans ce pays. »

Il est moqué pour son emploi de jargon économique à la télévision.
Il attribue quant à lui les difficultés de l'URSS puis de la Russie à la faiblesse du prix du pétrole pendant les années 1980.

## Soupçon d'empoisonnement en 2006
Le 24 novembre, lors d'une visite à Dublin, dans le cadre de la promotion de son nouveau livre, La Mort de l'empire, l'ancien Premier ministre est victime d'un mal inexpliqué. Transporté en soins intensifs, il reste inconscient pendant plus de 3 heures. Le 30 novembre, alors qu'il est rentré à Moscou, ses médecins annoncent que l'ancien Premier ministre est gravement malade et qu'il a probablement été empoisonné. Ces derniers ne voient pas de cause naturelle pour l'empoisonnement et n'ont pas décelé de substance connue[réf. nécessaire]. Cette nouvelle affaire survient alors qu'une enquête a été formellement ouverte le même jour à Londres après la mort par empoisonnement, le 23 novembre, de l'ancien espion russe Alexandre Litvinenko.

## Famille
Iegor est le père de Maria Gaïdar, opposante politique russe et vice-gouverneur de l'oblast de Kirov depuis juillet 2009.

## Citations
« Si tu fais des réformes et attends des remerciements, tu  ne comprends pas comment le monde est organisé. »